# ماري ماير
ماري ماير (بالإنجليزية: Marie Meyer)‏ (7 أبريل 1897 – 1969) هي عالمة لغويات وجاسوسة أمريكية عملت لدى وكالة الأمن القومي (NSA) من عام 1943 حتى عام 1960. كُلِّفت بالعمل في مشروع فينونا (Venona Project)، ويُنسب إليها الفضل في إجراء بعض أولى عمليات فك شيفرة كتاب رموز فينونا. درست ثماني لغات أجنبية، وكانت أول شخص يحصل على جائزة الخدمة المدنية الجديرة بالاستحقاق من وكالة الأمن القومي، وهي من أعلى الجوائز التي تُمنح للمدنيين داخل الوكالة.